# Üröm megállóhely
Üröm megállóhely egy budapesti vasúti megállóhely, melyet a Magyar Államvasutak Zrt. (MÁV) üzemeltet. Korábbi elnevezése Budapest–Üröm megállóhely volt. Nevét Üröm községről kapta, amelynek a határa közelében fekszik.
Áthaladó vasútvonalak:
- Budapest–Esztergom-vasútvonal (2)

## Leírása

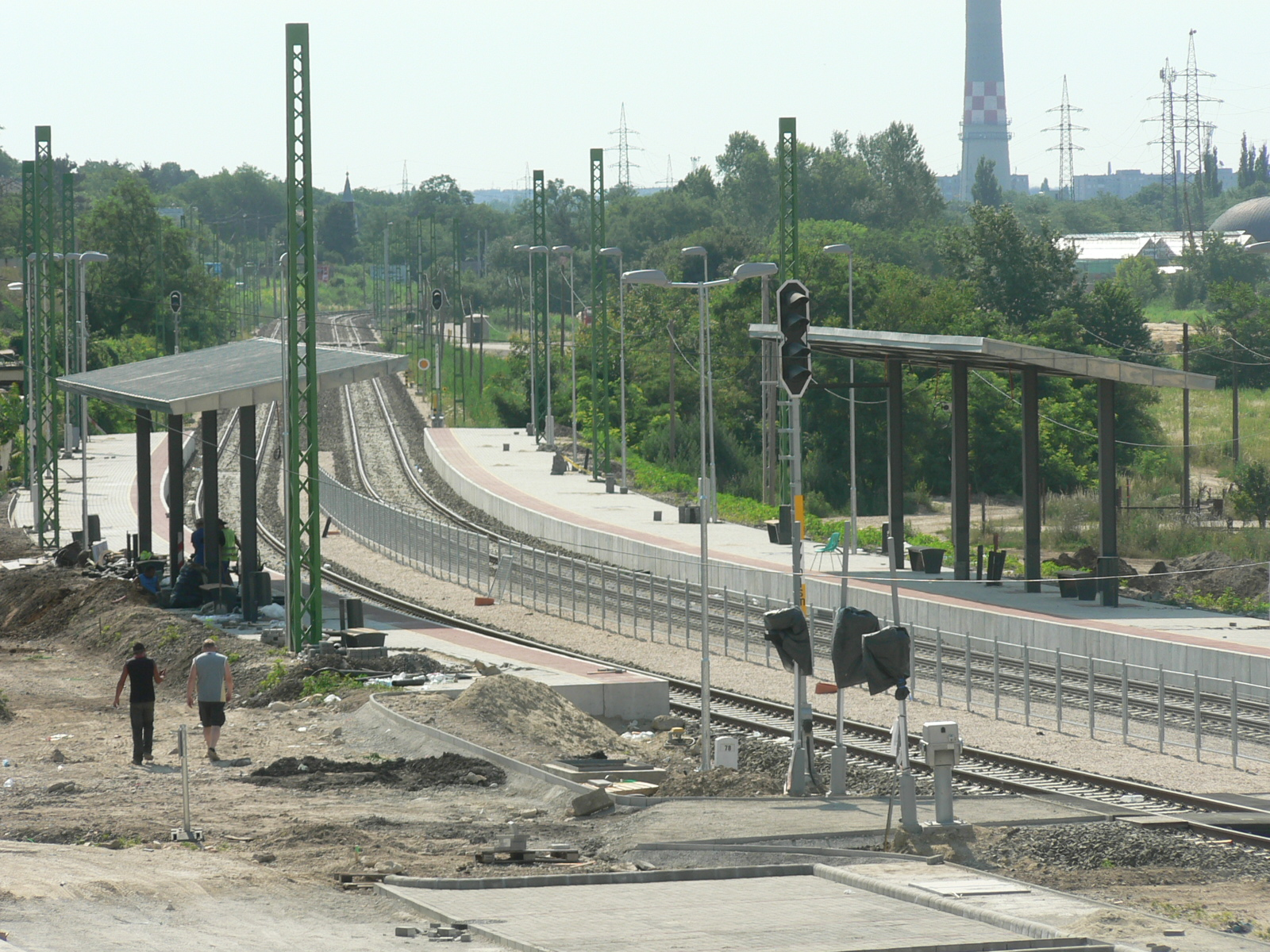
A megálló látképe nyugat felől a 2014-15-ös felújítás előtti átadás előtt

A vasútvonal 2012-2015 közötti átépítése előtt az ürömi megálló kis forgalmú, jobbára elhanyagolt állapotú megállóhely volt a vonal egyvágányos szakaszán. Miután az állomásépületet a rendszerváltás után privatizálták, a megállóhelyen néhány pad és a sínkorona szintjéig kiképzett murvás peron kivételével utasforgalmi létesítmények nem maradtak, de az áthaladó vonatoknak is csak egy része állt meg itt, menetrendi-technológiai okokból, illetve az utazási igények csekély volta miatt.
A megállóhelyen a vonalszakasz kétvágányúra történő átépítését követően, 2015. augusztus 20-ával indult meg újból a forgalom. 2018 áprilisától a villamos felsővezeték átadásával Stadler FLIRT motorvonatok közlekednek a vasútvonalon.

## Megközelítés budapesti tömegközlekedéssel
- Busz:  218
- Busz:  800, 815, 820, 821, 830, 832, 840, 848

## Forgalom
| Járat | Útvonal | Gyakoriság                                                  |
| ----- | --- | ----------------------------------------------------------- |
| S72   | Budapest-Nyugati – Rákosrendező – Angyalföld – Újpest – Aquincum – Óbuda – Aranyvölgy – Üröm – Solymár – Szélhegy – Vörösvárbánya – Pilisvörösvár – Szabadságliget – Klotildliget – Piliscsaba – Magdolnavölgy – Pilisjászfalu – Piliscsév – Leányvár – Dorog – Esztergom-Kertváros – Esztergom | Hajnalban 30 percenként, késő este óránként                 |
| S72   | Budapest-Nyugati – (Rákosrendező →) Angyalföld – Újpest – Aquincum – Óbuda – Aranyvölgy – Üröm – Solymár – Szélhegy – Vörösvárbánya – Pilisvörösvár – Szabadságliget – Klotildliget – Piliscsaba                                                                                                | Munkanapokon reggel 3 Budapest felé, este 2 Piliscsaba felé |
| S76   | Rákos – Újpalota – Angyalföld – Újpest – Aquincum – (Óbuda) – Aranyvölgy – (Üröm) – Solymár – Szélhegy – Vörösvárbánya – Pilisvörösvár – Szabadságliget – Klotildliget – Piliscsaba | Munkanapokon félóránként, hétvégén óránként                 |